# Rektor a generál
Rektor a generál (původní německý název Der Rekrut, v češtině před uvedením známa též jako Branec) je komická opera o třech jednáních českého skladatele Františka Zdeňka Skuherského. Byla napsána někdy před rokem 1866 a přepracována roku 1872. Původní německé libreto podle hry Ernsta Raupacha Vor hundert Jahren (1848) přeložil do češtiny Emanuel František Züngel. Opera byla poprvé provedena premiéru dne 28. března 1873 v pražském Prozatímním divadle.

## Vznik a historie díla
První verze opery Rektor a generál vznikla – stejně jako v případě obou předchozích Skuherského oper uvedených v Prozatímním divadle, totiž Vladimír, bohův zvolenec a Lora – v době skladatelova působení jakožto kapelníka v Innsbrucku (1854–1866). Původní německé libreto, komickou příhodu odehrávající se v 18. století a založenou na konfrontaci studentského a vojenského prostředí, sepsal anonymní autor „H. H.“ podle hry Ernsta Raupacha Vor hundert Jahren (1848). V původním německém znění však opera nebyla nikdy uvedena.
První nastudování tedy bylo až v pražském Prozatímním divadle. Skuherský svou operu přepracoval roku 1872, tedy v době, kdy již byl ředitelem varhanické školy a uznávanou osobností pražského hudebního života. Libreto do češtiny přeložil Emanuel František Züngel; přitom děj upravil a přenesl z původního 18. století do Prahy roku 1547. Skladatel do původní nenáročné hříčky doplnil řadu nových scén. Tato verze měla premiéru dne 28. března 1873.
Kritika (Národní listy) přijala operu bez nemírného nadšení, ale se značným uznáním. Libretu ovšem vytýkala jistou zdlouhavost, která se odrazila i v hudebním zpracování. Také přenesení děje z 18. století do roku 1547 vedlo k určitým anachronismům v ději i k nepřiléhavé hudební stylizaci. Navíc skutečnost, že hlavní zápletka je účinně vyřešena již na konci druhého dějství, působila ztrátu dramatického napětí pro dějství třetí. Kritika si všimla forem staršího typu zpěvohry, zejména francouzské opéry comique, kvitovala však s povděkem, že skladatel při revizi díla namísto prostých recitativů zavedl jednotný deklamační proud. Hudební charakterizaci vedlejších postav (rektora, generála, Skály, Lidky, Kocourka) považovala za zdařilou, zejména postava generála měla zvláštní důstojnost, ústřední milenecké dvojici Vítka a Blaženky však chyběla větší vroucnost. Za nejoriginálnější číslo a „nejkrásnější dle náhledu našeho perlu celého díla“ bylo považováno Vítkovo kázání ve 2. dějství.
Ač se opera „těšila při prvním svém provozování […] výsledku velmi krásnému“ a dostalo se jí „hojné a hlučné pochvaly“ a ačkoli kritika očekávala, „že zůstane nadlouho vítaným zjevem domácího našeho repertoiru“, byla po dvou reprízách (obvyklý minimální počet) stažena a vícekrát nebyla inscenována.

## Osoby a první obsazení
| osoba                                                                        | hlasový obor | premiéra (28. 3. 1873) |
| ---------------------------------------------------------------------------- | ------------ | ---------------------- |
| Šebestián z Veitmile, nejvyšší vojenský hejtman krále Ferdinanda I.          | baryton      | Karel Čech             |
| Mistr Řehoř Chocinský z Chotěnic, t. č. rector magnificus Pražské univerzity | bas          | Ferdinand Koubek       |
| Blaženka, jeho neť                                                           | soprán       | Helena Vávrová         |
| Lidka, její služebná                                                         | soprán       | Ema Maislerová         |
| Vítek, kandidát theologie                                                    | tenor        | Antonín Vávra          |
| Kocourek, pedel                                                              | baryton      | Adolf Krössing         |
| Skála, desátník                                                              | tenor        | Josef Lev              |
| Důstojníci, vojáci, děvčata, studenti, hosté                                 |              |                        |
| Dirigent: Adolf Čech, režisér: Edmund Chvalovský                             |              |                        |

## Děj opery
Děje se v Praze roku 1547.

### 1. dějství
(Pokoj v domě rektorově) Oba milenci, totiž Vítek bohoslovec a Blaženka, neť rektorova, cvičí se spolu jako obyčejně ve zpěvu, nemohou se však dnes nikterak shodnouti. On vyčítá jí, že dobře nezpívá, a ona jemu, že je přes příliš přísný a pedantický, z čehož povstane hádka končící prudkým odchodem Vítkovým (duet Teď poznovu, libo-li vám... Srdce čisté, stálé znáti). Marně volá za ním Blaženka, aby se vrátil, že mu nechtěla ublížiti – Vítek je ten tam! (Blaženčin recitativ a árie Postůj! zůstaň zde!... Ptáku rovna láska.) Místo něho přijde po chvíli komorná Liduška a vypravuje, kterak jsouc ku krejčímu pro slečniny šaty, setkala se s panem Vítkem a zděsila se rozháraného jeho vzezření. Nedav jí takořka ani odpovědi, pádil prý poříčskou branou ven z města. V hrozné tísni své umíní si Blaženka požádati strýčka rektora, aby ji s Vítkem opět smířil.
Lidka má milého desátníka skálu (Lidčina píseň Vojín je můj kochánek). Odvažujícímu se na to pedelu Kocourkovi, učiniti Lidušce vyznání lásky a žádati za první políbení, dostane se políčkem poněkud nelaskavé odpovědi (duet Aj bohudík! má Lidko drahá.... Aj hleďme toho hlupce pak).
(Proměna – Zahrada hostinská pod Bruskou) V hospůdce pod Bruskou, kdež se scházívají pravidlem študenti vysokých škol pražských, je dnes opět hlučno a život (sbor Kde zdárný študent český, tamť i zpěv). Za všeobecného jásotu a zpěvu vstoupí sem pojednou Šebestián z Veitmile, nejvyšší hejtman krále Ferdinanda I., a v patách za ním desátník Skála s dvěma jinými poddůstojníky, všickni zahaleni v řasné pláště, aby nebyli co vojínové poznáni. Přicházejí sem v tom úmyslu, aby některého lehkověrného ptáčka polapili a do vojanského kabátu vstrčili, v čemž se jim však dnes hrubě nedaří (finále, začátek Svůj každý chválí sobě stav). V tom přikvapí Vítek, všecek vytržen, a zasednuv stranou ku stolu oddává se poznovu svému zoufalství (píseň Vyrváno, ach vyrváno... Takž tedy jen si hrála). Líčenou soustrastí, jakož i vínem, jímž mu zavdávají, dovedou přestrojení vojáci získati si jeho důvěry a pod záminkou, že jej najímá za učitele pro své syny, přiměje generál ubohého Vítka k tomu, že přijme závdavek, načež odhodí všickni své zakuklení a odvádějí Vítka přes všechen odpor študentův co brance s sebou na vojnu (tercet Vítka, generála a Skály a závěr finále: Nezoufej, příteli... Přistoupíš-li na návrh můj... Ha, zrada hanebná).

### 2. dějství
(Studovna rektorova) Právě se byla vyznala Blaženka svému strýci rektorovi z toho, co se bylo mezi ní a Vítkem událo, an tu přiběhne Liduška všecka polekána a vypravuje, co jí byl Kocourek vyjevil, že totiž pan Vítek byl násilně naverbován a že musí kráčet ve vojenském šatě po městě (vyprávění Lidky Jak mně leknutí ze všech žil krev vyhání). Hned za ní přikvapí s toutéž zprávou Kocourek (zpěv Ó pane, věř na mou mně čest) a po něm dav študentů žádajících, aby rektor magnificus svého práva použil a Vítka z moci generálovy vysvobodil, což tento hned učiniti přislibuje (árie rektora Silentium! Co znamená to všecko, vím a sbor studentů Zdráv buď, drahý rektore náš).
(Proměna – Vojenské cvičiště) Na vojenském cvičišti vůči Vyšehradu odbývá se právě paráda; generál předčítá armádní rozkaz králův a přehlédnuv po té řady vojska, dává předvolati desátníka Skálu, kterýž Vítka a dva jiné nováčky opodál cvičí (zpěv Skály Jednatřicet – dvaatřicet a tercet Skály, Vítka a generála Ó jaké starosti já musím nésti). K vyzvání generálovu zpívá Skála vojanskou píseň, již byl sám složil (Ferdinandus rex, náš vládce vznešený, později nahrazena písní Za všechněch dob v zemích všech), a Vítek, pobídnut úsměškem generálovým, jme se vojákům kázati a slovy vážnými i dojemnými je kárati a napomínati (Vítkovo kázání Pýcha aj všech velikánů snížena pak bude v prachu). Sotva že byl kázání to dokončil, přitáhne rektor magnificus v slavném průvodu v úřadním svém ornátě a vyzývá jménem práva svého co rektor almae matris generála, aby Vítka ihned z vojny propustil. Když pak se tento tak učinit zdráhá, dá rektor pedelem Vítka z řady vyvésti a navrátí jej študentstvu, kteréž jej s jásotem ve svůj střed přijímá. Slavně, jak byl přišel, pak rektor opět odchází (finále: sbor děvčat Hle táhnou sem študenti, sbor studentů Študentstvu pějme, pijme zdar a scéna Dux gloriosissime!).

### 3. dějství
(Studovna rektorova) Za hluku a jásotu svatební hostiny vloudí se do domu rektorova desátník Skála a milkuje se s Liduškou při výslužkách, kteréž mu tato byla přinesla (duet Jen zlehka, jen zticha... Nuž berme jen směle). Zamilovaný Kocourek, jenž za Liduškou po tmě se krade, přinutí oba, aby hledali bezpečnějšího úkrytu (tercet Já sám viděl zřejmě).
(Proměna – Svatební síň) Ještě nebyl dozněl přípitek svatebčanů (sbor Buď sláva novomanželům a přípitek Lidky Zpomínám také písně té), jakož i zastaveníčko študentův, platící novomanželům (sbor Když tu dítko spanilé), an tu pojednou do všeobecného veselí zazní výstřely z děla, oznamující, že se stíhá vojenský uprchlík (scéna Vás, bratří, s plesem vítám já). Za nedlouho na to na to vrazí pak do svatební síně důstojník s houfcem vojáků i jme se se svolením rektorovým prohledávat celý dům. Také generál sám přichází sem pod záminkou, že se dozvěděl o svatbě, kteráž prý se tu slaví, a že přichází svému bývalému nováčku blahopřáti. V tom přivádí vojáci s jedné strany Skálu a Lidušku a s druhé pedela Kocourka; Skála se vymlouvá, že se chtěl rektoru pomstíti za to, že mu musili onehdy Vítka vydati, a proto že mu odvádí Lidušku, již byl naverboval za markytánku (árie Stante pede! Jak se z toho vylhat mám?). Generál mu šibalský ten kousek promíjí a vyslovuje přání, aby mezi oběma stavy vládl nadále mír a pokoj, s čímž všecko nadšeně souhlasí (finále Trestat měl bych ferinu... Mír a pokoj trvej dále).